# Falilat Ogunkoya
Falilat Ogunkoya, później nosiła nazwisko Osheku; (ur. 12 maja 1968) – nigeryjska lekkoatletka.
Dwukrotna medalistka olimpijska. Dwa z nich zdobyła w Atlancie. Był to brąz na 400 m, oraz srebro w sztafecie 4 × 400 m. Na igrzyskach olimpijskich w Sydney zajęła 4. miejsce w sztafecie 4 × 400 m (po dyskwalifikacji Amerykanek pozbawiono je złotego medalu, lecz nie przesunięto pozostałych sztafet o 1 miejsce w górę). Nie miała szczęścia do mistrzostw świata w 1997 i 1999. Mimo że zakończyła te sezony z najlepszymi wynikami na świecie, na docelowej imprezie zajmowała odległe miejsca w finale (odpowiednio 6, 5, 4 i 8).
Wielokrotnie startowała w mistrzostwach Afryki i igrzyskach afrykańskich, zdobywając na nich złote i srebrne medale (m.in. 4 medale rozgrywanych w Nairobi igrzysk afrykańskich, trzy złote medale mistrzostw Afryki w Dakarze).

## Osiągnięcia sportowe

### Igrzyska olimpijskie
| Miejsce | Dzień       | Rok  | Miejscowość | Konkurencja        | Czas biegu  | Strata   | Zwycięzca         |
| ------- | ----------- | ---- | ----------- | ------------------ | ----------- | -------- | ----------------- |
| 3.      | 29 lipca    | 1996 | Atlanta     | bieg na 400 m      | 49,10 s     | + 0,85 s | Marie-José Perec  |
| 2.      | 3 sierpnia  | 1996 | Atlanta     | sztafeta 4 × 400 m | 3:21,04 min | + 0,13 s | Stany Zjednoczone |
| 7.      | 25 września | 2000 | Sydney      | bieg na 400 m      | 50,12 s     | + 1,11 s | Cathy Freeman     |
| 4.      | 30 września | 2000 | Sydney      | sztafeta 4 × 400 m | 3:23,80 min | + 0,59 s | Jamajka           |

### Mistrzostwa świata
| Miejsce | Dzień       | Rok  | Miejscowość | Konkurencja        | Czas biegu  | Strata   | Zwycięzca         |
| ------- | ----------- | ---- | ----------- | ------------------ | ----------- | -------- | ----------------- |
| 6.      | 8 sierpnia  | 1995 | Göteborg    | bieg na 400 m      | 50,77 s     | + 1,49 s | Marie-José Perec  |
| 6.      | 13 sierpnia | 1995 | Göteborg    | sztafeta 4 × 400 m | 3:27,85 min | + 5,51 s | Stany Zjednoczone |
| 5.      | 5 sierpnia  | 1997 | Ateny       | bieg na 400 m      | 50,27 s     | + 0,50 s | Cathy Freeman     |
| 7.      | 9 sierpnia  | 1997 | Ateny       | sztafeta 4 × 100 m | 43,27 s     | + 1,80 s | Stany Zjednoczone |
| 7.      | 10 sierpnia | 1997 | Ateny       | sztafeta 4 × 400 m | 3:30,04 min | + 9,12 s | Niemcy            |
| 4.      | 26 sierpnia | 1999 | Sewilla     | bieg na 400 m      | 50,04 s     | + 0,37 s | Cathy Freeman     |
| DNF.    | 7 sierpnia  | 2001 | Edmonton    | bieg na 400 m      | -           | -        | Amy Mbacké Thiam  |